# Pitcairnia albolutea
Pitcairnia albolutea là một loài thực vật có hoa trong họ Bromeliaceae. Loài này được J.R.Grant mô tả khoa học đầu tiên năm 2007.